# دونالد كاري
دونالد كاري (بالإنجليزية: Donald Curry)‏ مواليد 7 سبتمبر 1961 في فورت وورث، الولايات المتحدة، هو ملاكم أمريكي يصنف ضمن فئة وزن خفيف المتوسط. حقق بطولة رابطة الملاكمة العالمية وبطولة المجلس العالمي للملاكمة وبطولة الاتحاد الدولي للملاكمة.

## إحصائيات
خاض خلال مسيرته 40 نزالا، فاز في 34 وخسر في 6. فاز بالضربة القاضية في 25 نزالا.

## روابط خارجية
- دونالد كاري على موقع بوكس ريك (الإنجليزية) (registration required)